# Lenexa
Lenexa és una població dels Estats Units a l'estat de Kansas. Segons el cens del 2005 tenia 43.434 habitants.

## Demografia
Segons el cens del 2000, Lenexa tenia 40.238 habitants, 15.574 habitatges, i 10.559 famílies. La densitat de població era de 453,2 habitants/km².
Dels 15.574 habitatges en un 35,1% hi vivien nens de menys de 18 anys, en un 57,4% hi vivien parelles casades, en un 7,6% dones solteres, i en un 32,2% no eren unitats familiars. En el 24,3% dels habitatges hi vivien persones soles el 5,8% de les quals corresponia a persones de 65 anys o més que vivien soles. El nombre mitjà de persones vivint en cada habitatge era de 2,54 i el nombre mitjà de persones que vivien en cada família era de 3,08.
Per edats la població es repartia de la següent manera: un 25,7% tenia menys de 18 anys, un 9,5% entre 18 i 24, un 32% entre 25 i 44, un 24,2% de 45 a 60 i un 8,6% 65 anys o més.
L'edat mediana era de 35 anys. Per cada 100 dones de 18 o més anys hi havia 93,1 homes.
La renda mediana per habitatge era de 61.990$ i la renda mediana per família de 76.321$. Els homes tenien una renda mediana de 50.495$ mentre que les dones 32.166$. La renda per capita de la població era de 30.212$. Entorn de l'1,8% de les famílies i el 3,4% de la població estaven per davall del llindar de pobresa.

## Poblacions més properes
El següent diagrama mostra les poblacions més properes.